# Японський ідол

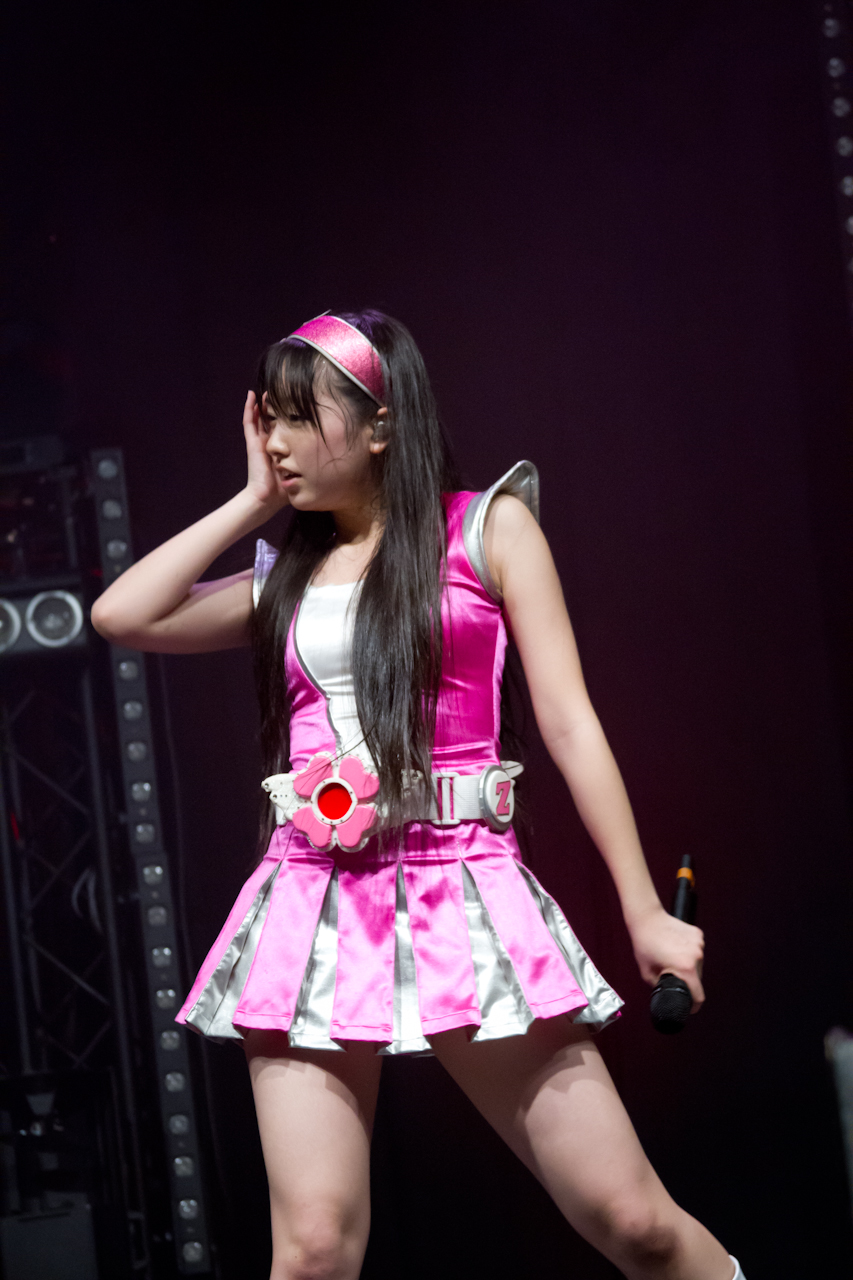
Аяка Сасакі (гурт Momoiro Clover Z).

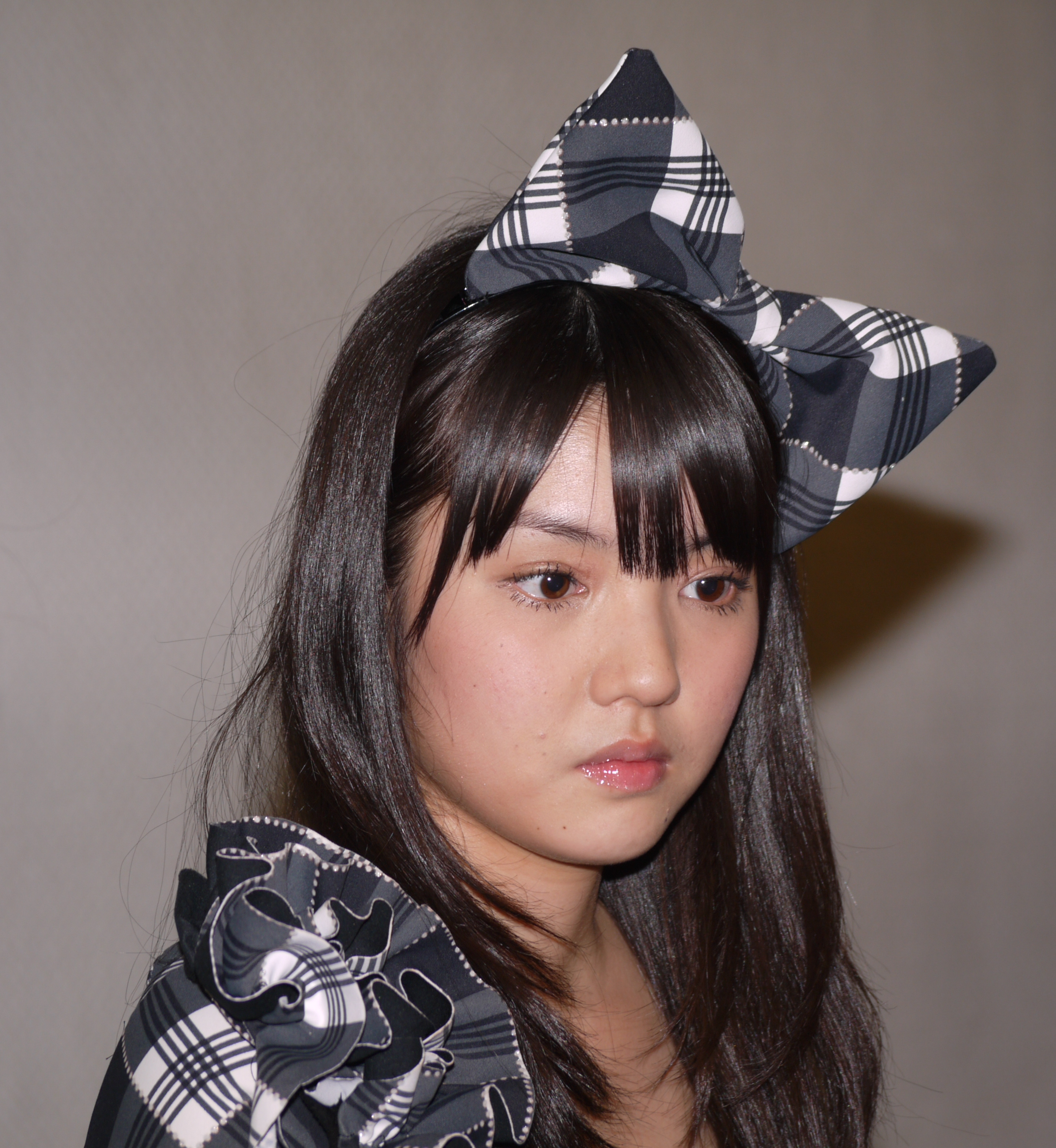
Саюмі Мітісіге (гурт Morning Musume).

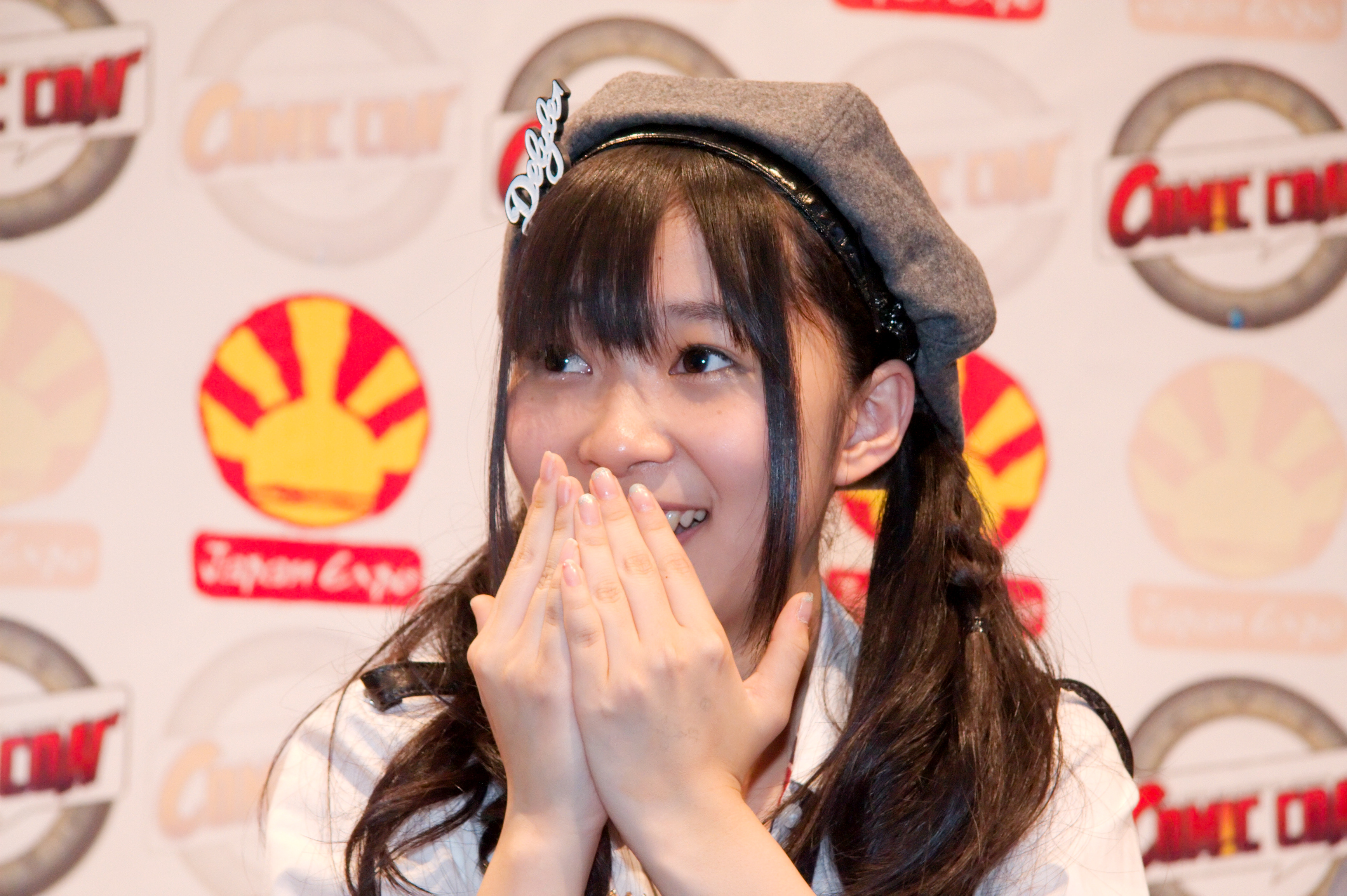
Ріно Сасіхара (гурт AKB48).

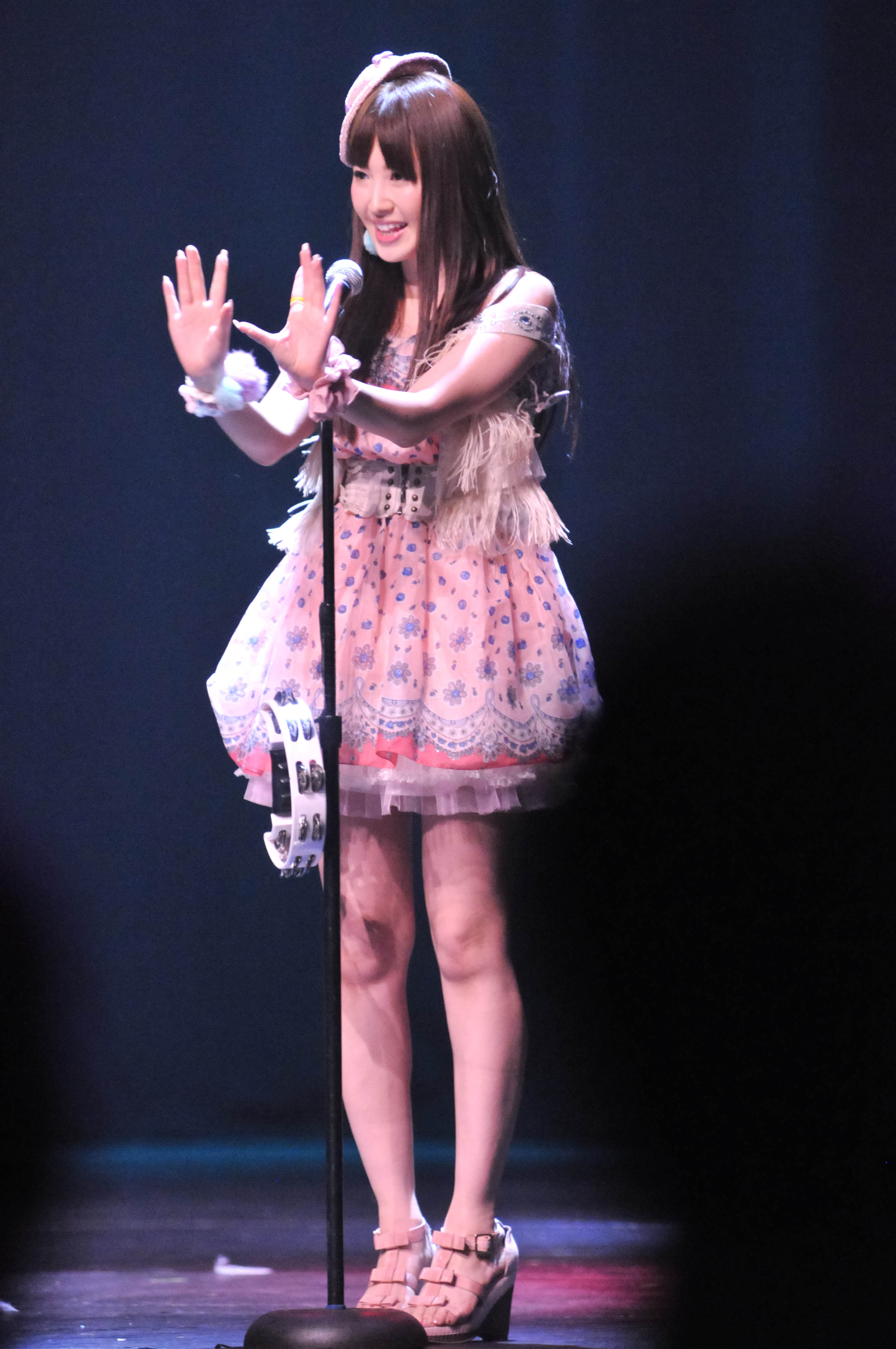
Харуна Кодзіма (гурт AKB48)

Ідол, чи айдо́л (яп. アイドル, aidoru) — в японській і корейській попкультурі — молода (часто — підліткового віку) медіа-персона (співак, актор, модель тощо), ідеал і недосяжний предмет любові для шанувальників.

## Суть
Термін має на увазі невинну привабливість, здатність викликати захоплення і закохувати в себе, і комерціїзований японськими кастинг-агентствами, які проводять конкурсні відбори юнаків і дівчат.
Чистота і безпосередність — якості, які викликають обожнювання японської публіки. Існує також думка, що ідоли уявляються японцям як сестрички або милі дівчатка, що живуть за сусідством.
Ідоли повинні бути ідеальними прикладами для молодого покоління.
Агентства, під контрактом яких знаходяться ідоли, курують їх професійне зростання і стежать за їх поведінкою.
Ідол попгурту задуманий за зразком навчальних закладів. Дівчина вступає до гурту, де навчається професії співачки, а коли виростає, для неї влаштовується урочиста церемонія випуску.
Ідолам заборонено зустрічатися з протилежною статтю. Тому нерідкі «бойфренд-скандали» — публікація в пресі викривальних матеріалів про романтичні стосунки ідола. Чутки, зазвичай, офіційно не підтверджуються, щоб не зашкодити ідеальному іміджу ідолів, проте за скандалом може статися несподіваний відхід зі сцени.